# All You Can Move Sportpass
Az All You Can Move SportPass egy olyan cafeteria elem, amellyel több mint 50 000 munkavállaló (2020) aktívan sportol Magyarországon. A cég országosan több mint 900 sportlétesítménnyel szerződött (az ország 120 településén) ahol az AYCM SportPass tulajdonosok korlátlanul mozoghatnak, béren kívüli juttatás keretein belül.

## Története
A szocializmus (1949-1990) idején az alkalmazottak rendszeresen sportolhattak, hiszen a vállalatokhoz szinte kötelezően tartozott egy-egy sportpálya vagy sportlétesítmény. A sportolás nem csak az egészségmegőrzést szolgálta ebben az időben, hanem kül- és belpolitikai célja volt a rendszeres mozgásnak: nemzetépítő ereje mellett integrációs, társadalompolitikai és nemzetközi elismertető funkcióval is bírt. Elindult a szovjet mintájú tömegsportmozgalom is, az MHK.
A rendszerváltást követően a ’90-es években újonnan betelepülő multik székházához viszont már nem épült sportpálya. Az All You Can Move SportPass 1999-ben jött létre, Schneider Balázs ötlete alapján, aki a nemzeti sportolást egy plusz juttatásban látta. Még ebben az évben létrejött az első termék, amely a XXI. század humánpolitikai kihívásait figyelembe véve kínál ügyfelei részére azóta is korlátlan belépési lehetőségeket fitness klubokba, uszodákba, szaunába, crossFit-, falmászó termekbe és sok más sportlétesítménybe. A juttatás 2000 és 2010 között épült be a cafeteria rendszerekbe. Több mint 100 munkáltató csatlakozott, így 6500 munkavállaló sportolhatott az All You Can Move kártyával.
2011: Nagy változásokat hoz az ALL YOU CAN MOVE SportPass történetében, 2011. januártól az AYCM SportPass országosan elérhető szolgáltatás lesz. Budapesten 73, országosan közel 100 különböző sportlétesítmény látogatható az AYCM SportPass szolgáltatással. Szlogenné válik az 1 AYCM SportPass = 100 sportlétesítmény.
2012: már lehetőség nyílik az online szerződéskötésre és online díjfizetésre, ezt 3 saját fejlesztésű szoftverük teszi lehetővé.
2013: Már több mint 300 sportlétesítmény elfogadóhely lett az országban. Partnereik száma 550, ezek többnyire közép- és nagyvállalatok, bankok, biztosítók, minisztériumok, kormányhivatalok. Weboldaluk, az allyoucanmove.hu 2013-ban elnyerte Az Év Honlapja minőség díját az egyik legfontosabb Kreatív Megoldások kategóriában.
2014: Februártól az AYCM SportPass is kapcsolódott a MobilTárcához, így az OTP Bank, MasterCard, Magyar Telekom, Vodafone, Telenor, SuperShop és az InterTicket mellett az ALL YOU CAN MOVE SportPass is virtuálisan elérhetővé vált az NFC képes mobiltelefonokon és a tesztben résztvevő 11 sportlétesítménybe mobiltelefonnal is beléphetnek a tesztben résztvevő Klubtagok. Az ALL YOU CAN MOVE elnyerte a MAGYAR BRANDS díjat. Az AYCM / KLUB Rekreáció alapítótulajdonosa Schneider Balázs Magyarország egyik Példaképe címet kapta meg. A GFK Kutatóintézet felmérése alapján az AYCM SportPass ügyfél-elégedettsége 100%-os minden partner oldaláról 
2015: Már több mint 25 000 ember igényelte a kártyát, amelyet több mint 500 sportlétesítményben használhattak. Korábban nem volt nemzetközi minta, ahol a sportolás béren kívüli juttatásként elérhető lett volna az alkalmazottak számára. Az AYCM SportPass szolgáltatás mindkét kategóriában, a SuperBrands és a Business SuperBrands-ben is díjat nyert. Az ALL YOU CAN MOVE üzemeltetője a KLUB Rekreáció Kft. megkapta az Opten legjobb „A” pénzügyi minősítését.
2016: Elnyerték a CSR Hungary 2015 díjat, amire különösen büszkék lehettek, hiszen az AYCM szolgáltatása önmagában is társadalmi felelősségvállalás. Az AYCM alapítóját, Schneider Balázst a Forbes Magazin címlapsztorijában mutatták be. Egységesítették az aktív, használatban lévő SportPass-szokat, így már minden Klubtagunk NFC-s kártyát használ. 
2017: 18 éves lett az AYCM – születésnapi játékuk több mint 10.000 embert ért el. Az AYCM a Magyar Termék Nagydíj mellett a Parlamentben átvehette a Magyar Termék Nagydíj- Informatikai Nívódíját, valamint a Health-Ness Alapítvány Különdíját is. Az Év Felelős Foglalkoztatójává választották a céget. Beválasztották a TOP 100 Szerethető Munkahely közé is.
2018: Már több, mint 700 elfogadóhely kötött partneri szerződést az AYCM-el, ezzel bizalmat szavazva a cégnek és a küldetésének. Több mint 1200 közép- és nagyvállalat, valamint állami szervezetek biztosítják az AYCM SportPass-t munkavállalóik számára.
2019: Nagyon mozgalmas év volt a cég életében. Ebben az évben ünnepelte az AYCM a fennállásának a 20. évfordulóját és az AYCM iroda elköltözött az Ybl-Palotában lévő 660 nm-es irodába, mely azonnal el is nyerte Az Év Irodája 2019 címet. 2019 januárjában már 850 létesítmény látogatható az országban, az ország 139 településén. A Cherrisk by Uniqa és az AYCM stratégiai megállapodást kötött, amely keretein belül a Cherrisk Balesetbiztosítása már az AYCM SportPass-ra is kiterjed. Az AYCM SportPass az okostelefonba költözött, a plasztikkártyát felváltotta az AYCM ePASS, az AYCM mobiltelefonos applikációja. Az AYCM elnyerte a Családbarát Munkahely címet is, illetve részt vett a cég a Zyntern Office Spotting eseményen – ahol elnyerték a Marketing díjat. dr. Mihalik Zsuzsa az AYCM SportPass alapítója és ügyvezető igazgatója elnyerte az EY Év Üzletembere díj – Életminőség Fejlesztése Különdíját. Az AYCM Irodát választották az Irodaházak Éjszakája egyik helyszínének.
Az All You Can Move SportPass (AYCM) a Humánpolitika.com Közhasznú Egyesülettel közösen 2019-ben megalapította a "beneFIT Prize – for Happy employees díjat", amely az első olyan átfogó pályázat Magyarországon, amely a munkavállalói jóllét fizikai-, szellemi- és lelki aspektusait egyaránt vizsgálja, figyelembe véve a környezeti és szociális hatásokat is. Olyan példamutató munkáltatókat ismernek el és mutatnak be, amelyek felismerve a munkavállalókban rejlő hatalmas értéket, a társadalmi felelősségvállaláson immár a vállalati egészségkultúra megteremtését értik. A beneFit Prize díjak 2023-ban és 2024-ben is átadásara kerültek kis-, közép-, nagy és gigavállalat illetve nonprofit szervezetek számára, így tovább bővült azon munkáltató szervezetek köre, amelyek nem csak saját sikereikért dolgoznak, hanem formálják a jövő gazdaságát és társadalmát is.
2019-ben az AYCM iroda elköltözött az Ybl-Palotában lévő 660 nm-es irodába, mely azonnal el is nyerte Az Év Irodája 2019 címet.
2020: 2020-ban már több mint 900 Elfogadóhely áll az AYCM Klubtagok rendelkezésére. Az AYCM egyik tulajdonos, alapítóját dr. Mihalik Zsuzsát a Magyar Olimpiai Bizottság Tagjává választották, illetve dr. Mihalik Zsuzsa tölti be a Magyar Szörf Szövetség alelnöki posztját is. A COVID-19 pandémia minden sportszolgáltatót Európában, így Magyarországon is hátrányosan érintett, a járvány első hullámában az AYCM Klubtagjai körében elindította AYCM CHARITY Programot, melynek keretében 11.000.000,- Ft gyűlt össze, melyet a nehéz helyzetbe került sportlétesítmények kaptak meg a Klubtagok rendelkezései arányában. Megszervezték az első AYCM Kismama Fotó-és Videópályázatot az Édesanyák és a Kismamák támogatására. Az AYCM 3. alkalommal elnyerte a Szerethető Munkahely díjat.
2021-ben az AYCM bevezette az online edzéseket, 100+ mozgásforma elérésével. Ezzel az AYCM SportPass szolgáltatás COVID-biztossá vált. Az AYCM elnyerte Az Év honlapja díjat
Az AYCM és a Humánpolitika.com Egyesület közös kutatásából kiderült, hogy a 3115 megkérdezettből összességében 55% az a réteg, aki a védettségi igazolvány meglétének feltétele mellett is bizonytalan közönségnek számít a fitnesztermi sportolást illetően, azaz tart a covid vírus hatásától, így távol marad a sport helyszínektől. Ennek érdekében az AYCM egy tanúsítványt hozott létre, mely szempontrendszernek való megfelelés után a sportközpontok elnyerhették a „Covid Safe” minősítést, ha bizonyos higiéniai feltételeket biztosították a vendégeik számára. Tehát az AYCM weboldalán szereplő „Covid Safe” emblémával ellátott Elfogadóhelyek azok, akik különös hangsúlyt fektettek az odalátogató vendégek egészségének fenntartására.
2022-ben bevezette a régóta várt FLEXI Hónapot, azaz az indok nélküli szüneteltetés lehetőségét. Elindult a MOONSHOT virtuális kilométergyűjtő verseny és az ezt kisérő MOONSHOT Party Run eseménysorozat is.
Te + AYCM = Élhetőbb jövő! Az AYCM szívügye egy egészségesebb jövő építése a következő generáció számára. Ez vonatkozik mind a Klubtagok egészségére a sport által, mind a környezetünk fenntartására. A terv megvalósult: minden 100. Klubtag után ültettünk egy fát, tehát az AYCM vásárlás értékének egy részét visszaforgatta a környezetünk fenntartására, és létrehoztak egy saját AYCM erdőt. Első szakaszban 410 fával gazdagodott a természet! 
Az AYCM Munkatársai célzott adományt gyűjtöttek az Ukrajnából Magyarországra menekülő és a Baptista Szeretetszolgálat Menedékházában lakó családoknak.
Az AYCM Alapító-Ügyvezetője, Schneider Balázs az Év Cégvezetője Verseny finalistái között.
2023-ban Munkáltatóként és Szolgáltatóhelyként is elnyerte a Családbarát hely Védjegyet, a Családbarát Magyarország Központtól. Negyedszerre is Szerethető Munkahely lett a szervezet a DreamJobs versenyén. Az AYCM csatlakozott a „Tanítsunk Magyarországért” programhoz.
Ősszel valósult meg az AYCM egyik nagy álma és nagy sikerrel debütált az „AYCM_Űzz sportot a kultúrából!” projekt. Ennek keretében megkoszorúzták Benedek Elek apó emléktábláját, mely az AYCM irodájának falán található, Magyar Népmesék Vándorkiállítás kapott helyet az irodájuk előterében és mesés programokra hívták fel Klubtagjaik és követőik figyelmét, hogy azok egyre több minőségi időt töltsenek együtt gyermekeinkkel, családtagjainkkal. A Baptista Szeretetszolgálaton keresztül közel 100 mesekönyvet juttathattak el olyan gyermekekhez, akiknek erre a legnagyobb szüksége van.
2024: Az AYCM számára fontos a környezettudatosság. A céges flotta kiválasztásánál szempont volt olyan autókat választani, melyekkel csökkenthetjük a karbonlábnyomunkat. Az erről érkezett Clean Advantage tanúsítvány is bizonyítja, hogy az AYCM üzemeltető cége ebben élen jár. Továbbá szintén kiemelten fontos, hogy Munkáltatóként és Szolgáltatóként is megmaradjon a családbarát fókusz. Ennek elismeréseként ebben az évben az AYCM kapta az Év Családbarát Vállalata Díjat, a Három Királyfi, Három Királylány Alapítvány által rendezett versenyen. Folytatták az „AYCM Űzz sportot” a kultúrából projektet, melynek ebben az évben Ybl Miklós volt a „főszereplője”. Ennek keretén belül koszorúzási ünnepséget szerveztek, kamara-kiállítást az Iroda előterében és egy tartalmas városi túrát tartottak, melynek útvonala Ybl mester leghíresebb alkotásait érintették.
Az év kiemelt eseménye volt az AYCM első, hagyományteremtő Véradó Napja, melyet a Vöröskereszt Budapest és a Vérellátó Szolgálattal közösen szerveztek. A véradást népszerűsítette egy kamara-kiállítás, melyen az 1970-es és 1980-as évek Véradó-plakátjaiból rendeztek.

## Díjak, elismerések
- Év Honlapja – 2013
- Példakép Pályázat – 2014
- Magyar Brands díj – 2014
- Superbrands-díj – 2015
- CSR díj – 2016
- Magyar Termék Nagydíj – 2017
- Érték és Minőség Nagydíj – 2017
- Az Év Felelős Foglalkoztatója – 2017
- TOP 100 Szerethető Munkahely – 2017
- Legjobb Munkahely díj – 2019
- dr. Mihalik Zsuzsa elnyerte az EY Év Üzletembere Díj Életminőség Fejlesztése különdíjat – 2019
- Zyntern Office Spotting Marketing díj – 2019
- Az Év Irodája 2019 Díj – 2020
- dr. Mihalik Zsuzsát a Magyar Szörf Szövetség alelnökének választották – 2020
- dr. Mihalik Zsuzsát a Magyar Olimpiai Bizottság tagjává választották – 2020
- Szerethető Munkahely Díj – 2020
- Az Év honlapja díj – 2021
- Családbarát hely Védjegy – 2023
- Szerethető Munkahely – 2023
- az Év Családbarát Vállalata Díj – 2024
- Clean Advantage tanúsítvány – 2024

## Társadalmi Felelősségvállalás
Az AYCM SportPass megléte már maga a társadalmi felelősségvállalás, hiszen a 25 éves fennállása alatt 1 millió embert sikerült a termékük segítségével rászoktatni a rendszeres sportolásra.
A rendszeresen sportoló ember ugyanis átlagosan 3,4 nappal kevesebbet hiányzik a munkahelyéről betegség miatt, ezzel jelentős megtakarítást idézve elő az államháztartásnak is, azonkívül, hogy boldogabb, egészségesebb életet élhet.
Az AYCM SportPass forgalmazó cég azon kívül, hogy több ezer embert juttat hozzá a mindennapi sporthoz az alábbi szervezeteket támogatta:
- Fuss a fényben! futógála vakoknak
- Bátor Tábor
- Szent Márton Gyermekmentő
- Heim Pál Kórház
- Szent János Kórház Gyermeksebészet
- Patrona Hungarie Általános Iskola és Gimnázium
- Magyar Sí Szövetség
- Szent János Kórház Gyermeksebészeti Osztálya
- Kézen Fogva Segítsünk!
- AYCM CHARITY Program
- Magyar Vöröskereszt
- Tanítsunk Magyarországért
- Baptista Szeretetszolgálat
- Katolikus Karitász
- MyForest